# Super Karla
 Ikke at forveksle med Super Carla.
Super Karla er et aarhusiansk pop-rockorkester, der var aktivt i perioden 1978-86. Ligesom Shit & Chanel og en håndfuld andre danske orkestre bestod orkestret udelukkende af kvinder. Bandet spillede musik inspireret af den amerikanske singer-songwritertradition, bl.a. Carole King, Joni Mitchellog James Taylor m.fl. Bandet opstod i slutningen af 70'erne som en del af miljøet omkring Musikvidenskabeligt Institut ved Aarhus Universitet.
Orkestret spillede en lang række koncerter i ind- og udland. Bl.a. gav de en koncert på Roskilde Festivalens Rytmescene i 1984.
Koncerten blev optaget og er nu tilgængelig i DRs Bonanza-arkiv og på hjemmesiden Dansk Kulturarv. Orkestret spillede også en længere turné i DDR som opvarmning for det Østtyske rockband Pudhys. I den forbindelse optrådte de i Østtysk TV
Andre begivenheder i bandets historie:
- 1983 Koncert på stor festival i Neijmegen, Holland
- 10 dages turne i London, arrangeret af Greater London Council. Spilllede bl.a. opvarmning til Edwin Star, samt udendørs koncert på stor scene ved Themsens bred.
- 1984-1986 Utallige koncerter i DK og Vesttyskland, samt enkelte i Malmø, Sverige og Calais, Frankrig.
- Allersidste koncert foregik i Berlin nytårsaften 1986, selv om afskedskoncerten fandt sted på Huset, Aarhus, allerede i oktober 1986 under mottoet: Vi er stået af racet... indtil videre.

Fem af bandets medlemmer er nu aktive i Mums in Space, hvor repertoiret består af såvel gamle som nye originale sange, samt enkelte kopinumre.
Bandet forventes at give en koncert i sommeren 2023.

## Medlemmer
- Rita Arenkiel, altsaxofon, kor (1978-1984)
- Rikke Sinding, tenorsaxofon, leadvokal, kor, keyboards (1978-1986)
- Susan Ohrt, altsaxofon, leadvokal, kor, percussion (1978-1986)
- Jytte Pedersen, keyboards, leadvokal, kor (1978-1986)
- Anne Marie Møller, trommer (1978-1986)
- Birgitte Slot, bas (1978-1984)
- Helene Lønsted, bas (1984-1986)
- Pia Nyrup, guitar, leadvokal, kor (1980-1986)

## Diskografi

### Du var der endnu(Single, 1984)
Producer: Anne Linnet. Udgivet af pladeselskabet Rosen.
Indhold
- Side A: Du var der endnu. Tekst: Birgitte Slot. Musik: Jytte Pedersen.
- Side B: Fransk Visit. Tekst: Anne Marie Møller, Birgitte Slot. Musik: Jytte Pedersen.

### Fræk og Fatal(LP, 1985)
Producer: Søren Wolff. Udgivet af pladeselskabet Rosen (ROLP 36). Cover design Voss & Kjær.
Indhold
- Side A
  1. Drømmer i nat. Tekst Poul Martin Bonde. Musik; Susan Ohrt
  2. Ikke nogen stjerne. Tekst: Anne Marie Møller. Musik: Jytte Pedersen
  3. Telefonbox. Tekst: Poul Martin Bonde. Musik: Rikke Sinding
  4. Følger med strømmen. Tekst: Susan Ohrt/Jytte Pedersen. Musik: Susan Ohrt/Rikke Sinding
  5. Nær ved dig. Tekst: Anne Marie Møller. Musik Jytte Pedersen/Susan Ohrt
- Side B:
6. Går gennem natten. Tekst: Susan Ohrt. Musik: Musik: Susan Ohrt
7. Venter på mirakler. Tekst: Anne Marie Møller. Musik: Jytte Pedersen.
8. Panikromantik. Tekst; Anne Marie Møller. Musik: Jytte Pedersen/Rikke Sinding
9. (I wish I could ) Call you. Tekst: Jytte Pedersen. Musik: Jytte Pedersen
10. Stille dage. Tekst: Anne Marie Møller. Musik: Jytte Pedersen